# Neogonodactylus campi
Neogonodactylus campi is een bidsprinkhaankreeftensoort uit de familie van de Gonodactylidae. De wetenschappelijke naam van de soort is voor het eerst geldig gepubliceerd in 1997 door Manning.